# Janasheen
Janasheen (hindi : जानशीन) est un film indien de Bollywood réalisé par Feroz Khan, sorti le 28 novembre 2003.
Le film met en vedette Fardeen Khan, fils du réalisateur, et Celina Jaitley.

## Distribution
- Fardeen Khan : Lucky Kapoor
- Celina Jaitley : Jessica Periera
- Feroz Khan : Saba Karim Shah
- Harsh Chhaya : Virendra Kapoor
- Yash Tonk : Max Periera
- Kashmira Shah : Tina
- Mangal Dhillon : Jaichand

## Box-office
- Budget : 170 000 000 roupies
- Recette en Inde : 109 800 000 roupies[1]